# 의신초등학교 모도분교
의신초등학교 모도분교는 대한민국 전라남도 진도군에 있는 공립 초등학교이다.

## 학교 연혁
- 1956년 3월 1일 의동국민학교 모도분교 설립 인가
- 1956년 7월 2일 모도분교장 개교
- 일자미상 모도국민학교 승격 인가
- 1966년 3월 1일 모도국민학교 승격 분리
- 1967년 4월 1일 도서벽지학교 '병'급 지정
- 1968년 5월 1일 도서벽지학교 '을'급 조정
- 1973년 3월 1일 도서벽지학교 '병'급 조정
- 1982년 3월 1일 의동국민학교 분교장 격하 편입
- 1986년 1월 1일 도서벽지학교 '나'급 조정
- 1996년 3월 1일 의동초등학교 모도분교 개편
- 2005년 3월 15일 도서벽지학교 '가'급 조정
- 2011년 3월 1일 도서벽지학교 '나'급 조정
- 2014년 3월 1일 의신초등학교 모도분교 개편

## 참고 자료
- 의신초등학교 모도분교장 - 한국교육학술정보원 학교알리미